# Nyomottvizes reaktor

Atomerőmű nyomottvizes reaktorral

A nyomottvizes reaktor (angolul Pressurized Water Reactor, PWR, oroszul вода-водяной энергетический реактор, ВВЭР, VVER) a nukleáris reaktorok egyik típusa, amelyben a fűtőelemeket nagynyomású víz veszi körül. Ilyen típusú reaktorok találhatók Magyarországon a paksi atomerőműben is. A víznek kettős szerepe van, egyrészt ez szolgál moderátorként, másrészt a nagynyomású vizet hőcserélőbe vezetik, ahol a termelt hőt átadja a kisnyomású rendszernek. A nagynyomású rendszert másképpen primer körnek nevezik. A primer körbe belépő víz hőmérséklete mintegy 275 °C, melyet a nukleáris reakció körülbelül 315 °C-ra melegít fel. Atmoszferikus nyomáson a víz ilyen hőmérsékleten gőz fázisban lenne, hogy ezt elkerüljék, a vizet nagy nyomás alatt tartják (100-150 bar). Ezáltal az alkalmazott nyomáshoz tartozó telítési hőmérséklet alatt marad az aktív zónából kilépő hűtőközeg (víz) hőmérséklete, így nem tud gőzzé alakulni. Éppen ezért nagyon fontos a primerköri nyomás tartása, amit a nyomástartó berendezés végez. Nyomáscsökkenéskor villamos fűtőtestek kapcsolnak be, míg nyomás növekedéskor a gőztérbe fecskendeznek be vizet valamelyik keringető hurok hideg ágából és így állítják helyre a nyomást. A primerköri víz gőzfejlesztőkben adja át a hőt a szekunder köri tápvíznek elforralva azt, a keletkezett gőzt azután a gőzturbinákba vezetik. Ezzel biztosítható, hogy a reaktor aktív zónájával érintkező (és így radioaktív elemeket tartalmazó) primer köri víz zárt rendszerben keringjen. A primerköri rendszerek a 20-as jelű konténmentben helyezkednek el.
A nyomottvizes reaktor működési elve megegyezik a forralóvizes reaktoréval, de ebben a teljesítményt más módon szabályozzák, mint abban. Szabályozása a szabályzórudak mellett a hűtővízbe kevert bórsavval is történik, mivel a bór jó termikus neutronelnyelő, koncentrációjának csökkentésével a neutronelnyelés is csökken, ezzel nő a teljesítmény, és viszont. Ezért az üzemanyag kiégésének mértékében a bór koncentrációját is folyamatosan csökkentik. A szabályzórudakat az üzemanyagtöltet kiégéséig csak teljesítményváltoztatásokra, valamint a reaktor gyors leállítására használják.
Ez a legnépszerűbb reaktortípus, a világon több mint 300 üzemel belőle, és még vagy 100 reaktor van különféle járművekbe építve. A Paksi Atomerőműben is ilyen típusú reaktorok üzemelnek.

## Külső hivatkozások
- MVM Paksi Atomerőmű ZRt.[halott link]
- Tények könyve: Az atomerőmű
- Dr. Yamaji Bogdán, BME NTI: 2. generációs nyomottvizes blokkok technológiája